# الأشرف سيف الدين إينال
الأشرف أبو النصر سيف الدين إينال العلائي الظاهري (784- 865هـ/ 1382- 1461م)، هو السلطان الثاني عشر من دولة المماليك البرجية الشراكسة، بويع بالسلطنة بعد خلع الملك المنصور عثمان ابن الملك الظاهر جقمق في يوم الاثنين 8 ربيع أول عام 857هـ.

## قبل السلطنة
تولّى عدة مناصب منها رأس نوبة ثاني ونائب غزة ونائب الرها في زمن السلطان برسباي عام 836 هـ ثم حضر إلى القاهرة وأصبح مقدم ألف ثم أصبح نائب صفد عام 840 هـ ثم عينه السلطان جقمق أتابكا عام 849 هـ.

## سلطنته

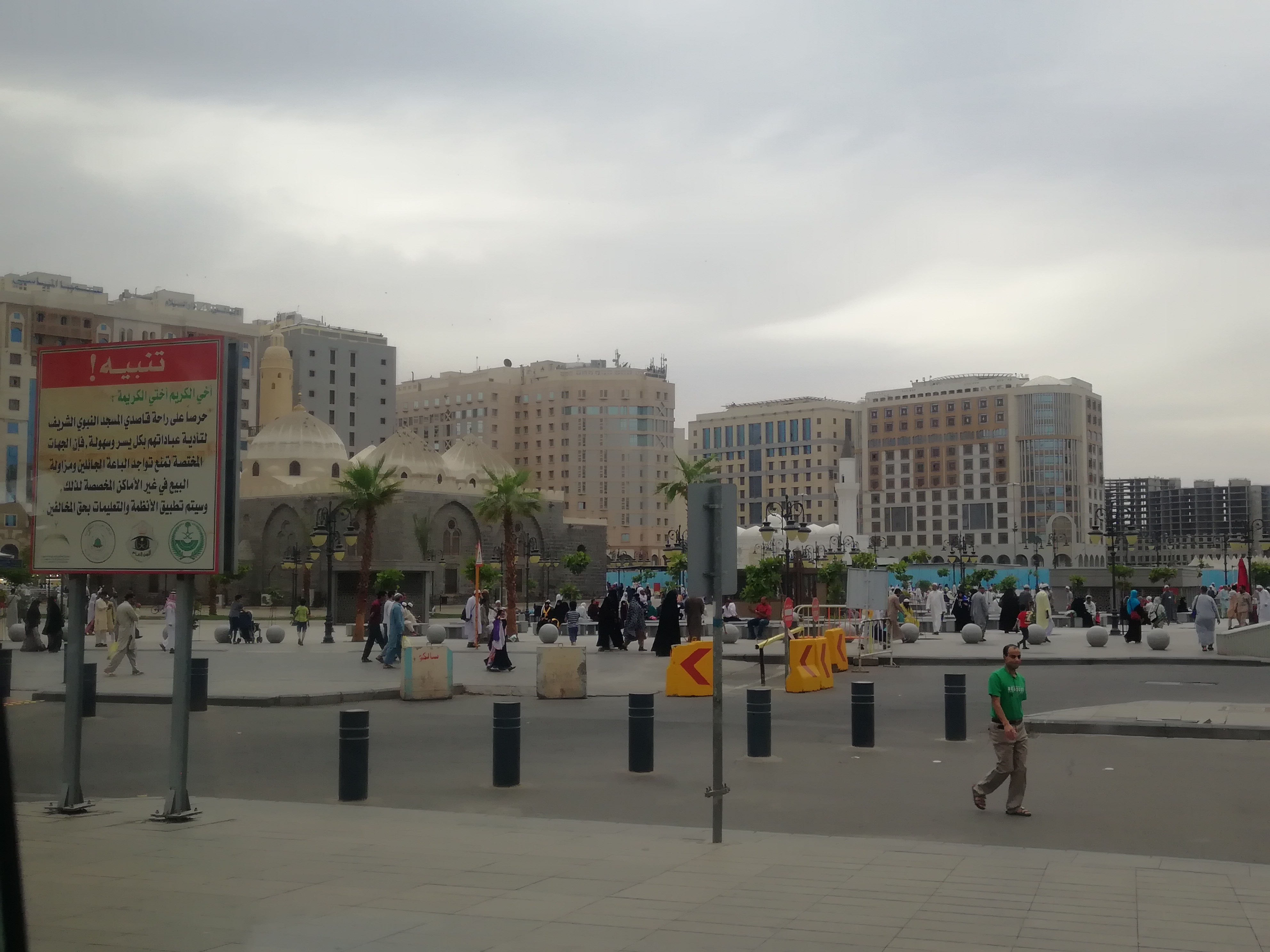
مسجد الغمامة تم تجديده في عصر السلطان إينال

أخمد سبع ثورات داخلية قامت بها الفئات المنافسة له من الأمراء. أرسل حملة حربية إلى بلاد التركمان بقيادة الأمير خوشقدم فأستولى على مدن طرطوس وأدرنة وكولك في عام 861 هـ فأرسل اليه أمير التركمان ابن قرمان اعتذارا وسأل السلطان العفو عن تحرشات إمارته السابقة وطلب عقد الصلح معه في عام 862 هـ.
أنشأ أسطولا بحريا لدفع الفرنجة الذين حاولوا استعادة جزيرة قبرص من الحكم المصري كما حاصر جيشه مدينتي قونية وقيسارية ودمرهما. من آثاره بناؤه مدرسة إينال في الصحراء. وبناءه لحمام في مدينة القاهرة يعرف بحمام اينال لايزال موجوداً إلى الآن.
جدد مسجد الغمامة في المدينة المنورة في عهده.

## وفاته
توفي السلطان الأشرف إينال يوم الخميس 15 جمادى الأولى 865 هـ بعد حكم دام ثمان سنوات وعمره 81 عاما ودفن في مقبرته بالصحراء.

## صفاته
كان السلطان إينال ملكا هينا لينا قليل الأذى لم يسفك دما قط بغير وجه شرعي، ينقاد للشريعة الغراء ويحب العلماء ويُعتبر من خيار ملوك الشراكسة.
| سبقه: المنصور فخر الدين عثمان | سلطان مصر | خلفه: المؤيد شهاب الدين أحمد |